# Leon Tuck

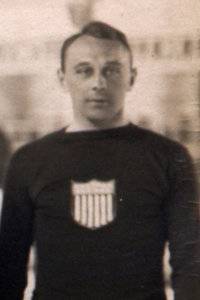
Tuck under de Olympiska spelen 1920.

Leon Parker Tuck, född 25 maj 1891 i Winchester, Massachusetts, död 2 september 1953 i Boston, Massachusetts, var en amerikansk ishockeyspelare. Han blev olympisk silvermedaljör i Antwerpen 1920. 

## Meriter
- OS-silver 1920